# 馬克·尚德
馬克·尚德（英語：Mark Roland Shand，1951年6月28日—2014年4月23日），是一名英国旅游作家，也是英國卡米拉王后的弟弟。他担任环保组织大象家族的主席。
2014年4月23日，他死于纽约市。